# Geophysical Research Satellite
GRS (acrónimo de Geophysical Research Satellite), también denominado CRL 1 (Cambridge Research Lab 1) fue un satélite artificial de la Fuerza Aérea de los Estados Unidos lanzado el 28 de junio de 1963 mediante un cohete Scout X4 desde la base de Wallops Island.

## Características
GRS fue construido por el Laboratorio de Investigación de Cambridge (Cambridge Research Lab). Tras el lanzamiento el satélite consiguió obtener datos durante 13 órbitas hasta que un fallo en su sistema de energía lo dejó inservible.
El satélite fue inyectado en una órbita inicial de 1304 km de apogeo y 430 km de perigeo, con una inclinación orbital de 49,75 grados y un período orbital de 102,85 minutos. Volvió a entrar en la atmósfera el 14 de diciembre de 1983.

## Experimentos
GRS llevaba a bordo tres experimentos:
- Aerospace Composition: espectrómetro de masas para medir la distribución de iones en la parte superior de la ionosfera, entre 420 y 1200 km.
- Retarding Potential Analyzer: analizador de potencial retardado para medir los fotoelectrones con energía de más de 60 eV y los iones con energía por encima de 30 eV.
- Un medidor de radiación.